# Courrieres Communal Cemetery
Courrieres Communal Cemetery is een begraafplaats gelegen in de Franse plaats Courrières (Pas-de-Calais). De militaire graven worden onderhouden door de Commonwealth War Graves Commission.
De begraafplaats telt 10 geïdentificeerde Gemenebest graven uit de Eerste Wereldoorlog.